# Martin Lampkin
Harold Martin Lampkin (28 december 1950 – 2 april 2016) was een Engels professioneel motorsporter. Hij nam deel aan diverse off-road motorevenementen, maar specialiseerde zich in trial, waarin hij onder andere de eerste editie van het FIM Wereldkampioenschap trial won in 1975. In de motorsportsoort die zich onderscheidt door behendigheid en zelfbeheersing was Lampkin een iconische figuur.

## Carrière
Hij was de derde zoon in een gezin waarin de motorfiets een grote rol speelde, en groeide op in Silsden. Hij begon op jonge leeftijd met motorrijden. Zijn oudere broers Arthur en Alan Lampkin waren succesvol in motorraces en werden lid van het fabrieksteam van BSA in de jaren 1960. In de vroege jaren 1970 vestigde Lampkin zich in de top van de motortrialwereld, waarbij hij de aandacht trok van Francisco Bultó, de eigenaar van Bultaco. Bultó bood hem een baan aan als lid van het fabrieksteam van Bultaco, en op dat merk won Lampkin in 1973 zowel het Europees kampioenschap als de Britse nationale titel. In die tijd werd het Europees kampioenschap beschouwd als het wereldkampioenschap, omdat de sport buiten Europa nog nauwelijks ontwikkeld was.
In 1975 werd het officiële wereldkampioenschap ingesteld, en Lampkin legde in dat eerste jaar beslag op die titel en werd zo de eerste wereldkampioen uit de geschiedenis van trial. Hij bleef met succes deelnemen aan wereldkampioenschappen tot 1980, toen de Bultaco fabriek in financiële problemen begon te komen. Lampkin sloot zich aan bij het fabrieksteam van SWM, en bleef daarvoor rijden tot hij zich uit de topsport terugtrok in 1982. Naast zijn Europese en wereldtitels was Lampkin ook vier keer winnaar van de Scott Trial (1977, 1978, 1981, 1982), driemaal winnaar van de Britse nationale titel (1973, 1978, 1980) en hij won de zware Scottish Six Days Trial drie keer op rij (1976, 1977, 1978).
Lampkin is de vader van 12-voudig wereldkampioen Dougie Lampkin. 